# 다카야마 조규

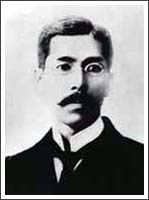

다카야마 조규(高山樗牛, 1871년 2월 28일 ∼ 1902년 12월 24일)는 일본의 저자이자 문학평론가의 필명이다.

## 생애
1871년 2월 28일 야마가타 현(山形県), 지금의 쓰루오카 시(鶴岡市) 하급 무사 사이토 지카노부(斎藤親信)의 6남 3녀 중 차남으로 태어난다. 아버지 사이토 지카노부의 원래 성씨는 다카야마(高山)로 사이토 집안에 데릴사위로 들어갔는데, 조규가 두 살 때 아들이 없는 백부 집에 조규가 양자로 들어가게 되어 다카야마 린지로(高山林次郎)란 이름을 갖는다.
어려서부터 문재(文才)가 뛰어났으며 열여섯 살 때인 1886년에는 ≪가인지기우≫의 한문체 문체를 본뜬 작품 ≪춘일방초지몽(春日芳草之夢)≫을 창작하는데, 작품 내용도 그 무렵 정치 소설의 주요한 주제였던 남녀 동권론(男女同権論)을 다룬다.
제2고등중학교에 진학 후, 고향 친구들과 ≪야마가타 현 공동회 잡지(共同会雑誌)≫라는 동인지를 만들어 여러 소품을 발표한다. 이 무렵 ＜잔다르크전＞ ＜페스탈로치전＞ 같은 위인전을 지어 발표하기도 했는데, 이때 조규(樗牛)라는 호를 필명으로 쓴다. 이 ‘저(樗)’와 ‘우(牛)’란 글자는 ≪장자(莊子)≫의 ＜소요유(逍遙遊)＞편에 나오는 혜자(惠子)와 장자의 일화에서 따왔다고 한다. 이후 여러 서구 문학 작품의 영역본을 중역하기도 하고 문학 취향의 학우들과 문학회를 조직해 ≪문학회 잡지(文学会雑誌)≫를 발간, ＜문학 및 인생＞과 같은 다양한 에세이를 발표하기도 한다. 쓰보우치 쇼요(坪内逍遥)와 인연을 맺으면서 ≪문학회 잡지≫에 ＜염세론＞ ＜희곡에서의 비극의 쾌감을 논함＞ 같은 염세주의적 낭만주의 문장을 발표하는데 이 ＜염세론＞은 일본에서 최초로 일반인에게 쇼펜하우어를 소개한 글이란 평가를 받고 있다.
1893년 수석으로 제2고등중학교를 졸업한 조규는 그해 9월 도쿄제국대학 문과대학 철학과에 입학한다. 연말에는 ≪요미우리 신문(読売新聞)≫에서 공모한 역사 소설 모집에 ≪다키구치 입도(滝口入道)≫란 작품으로 응모해 다음 해 4월 우등상을 수상한다. 1895년에는 우에다 빈(上田敏), 아네자키 조후(姉崎嘲風) 등과 함께 문학회를 만들어 1월부터 ≪제국문학(帝国文学)≫이란 잡지를 발간하는데, 조규는 이 잡지와 함께 당시 일본 최초의 근대 종합잡지 ≪태양(太陽)≫에 지카마쓰 몬자에몬(近松門左衛門)에 관한 글을 비롯해 문학, 예술, 미학 관련 문장을 다수 발표한다. 그리고 그해 7월부터는 ≪태양≫의 문학 담당 기자가 되어 무서명으로 매호 문학 평론을 적는다. 11월 문과대 학생 전원과 함께 닛코(日光)에 원족(遠足)을 갔다가 기관지염을 앓게 되어 한동안 요양하는데 이것이 지병이 되어 결국 조규는 죽음에 이른다. 기무라 다카타로(木村鷹太郎), 모리 오가이(森鴎外) 등과 철학, 미학 관련 논쟁을 전개했으며 1896년 9월에는 제2고등학교 교수 임명을 받아 센다이에 부임, 영어와 윤리학을 가르친다.
1897년 4월 하쿠분칸에 입사해 ≪태양≫의 편집 주간으로 취임, 주로 시평(時評)이나 문학예술 및 교육 분야에서 건필을 휘두른다. 이 무렵 이노우에 데쓰지로 및 기무라 다카타로 등과 대일본협회(大日本協会)를 설립, 극단적인 복고주의와 종교 배척의 기관지 ≪일본주의≫를 간행한다. 이와 함께 ≪태양≫에도 ＜현금(現今) 일본 문예계에서의 비평가의 본무(本務)＞ ＜메이지의 소설＞ ＜일본주의를 찬함(이후 ‘일본주의’로 개제)＞ 등을 발표하면서 일본주의를 고취하고 국민 문학 창출에 주력한다. 또 쓰보우치 쇼요와는 역사극 관련 논쟁을 전개하는데 그 연장 선상에서 당시 일본 사회에 일기 시작한 사회주의 운동을 경계하기 위해 파괴적인 사회 소설, 사회주의 소설을 비판한 ＜이른바 사회 소설을 논함＞을 발표한다. 다음 해에는 ＜소설 혁신의 시기−비 국민적 소설을 난함(이후 ‘비 국민적 소설을 난함’으로 개제)＞과 같은 글에서 ＜메이지의 소설＞에서 했던 것처럼 다시 한번 쇼요류의 사실주의 소설을 비판한다.
화려한 비평 활동의 한편으로 1897년 연말에는 법학박사 스기 교지(杉亨二)의 차녀 사토(さと)와 결혼도 하고 사립 철학관[哲学館 : 현 도요대학(東洋大學)]에서 미학 및 미술사를 강의하는 등, 안정적인 생활을 영위한다. 1900년 5월 문부성은 조규의 유럽 유학을 내정했고 귀국 후에는 교토대학(京都大学)에 교수로 취임하기로 예정되었으나 8월 갑자기 피를 토하면서 입원했고 좀처럼 회복하지 못해 다음 해인 1901년 3월 마침내 유학을 사퇴한다.
그다지 몸 상태가 좋지 않던 1901년 1월 ＜문명 비평가로서의 문학자＞를 ≪태양≫에 발표, 이전의 쇼펜하우어의 뒤를 이어 프리드리히 니체를 적극적으로 평가하면서, 개인주의와 문학자의 사회적 역할을 더욱 강력하게 요청한다. 그해 6월 발표한 ＜아네자키 조후에게 보내는 글＞은 그가 표방했던 낭만주의, 국가주의 그리고 개인주의적 입장을 총괄적으로 정리한 글이다. 그리고 그해 8월 문단을 떠들썩하게 만든 ＜미적 생활을 논함＞을 발표한다. 과격한 니체 사상에 기반해 성욕과 같은 본능의 만족이 바로 미적인 삶이고 생활이란 주장은 일본 사회에 큰 파란을 불러일으켰으며 이후 문학자들에게 많은 영감을 부여한다.
점차 더 악화되는 건강 때문에 결국 대학 강의까지 그만두는데, 그와 동시에 조규는 종교 세계에 심취한다. 그중 하나가 니치렌(日蓮)으로 이는 단순한 종교적 귀의를 의미하는 것이 아니다. 그가 일생을 통해 주장했던 것처럼 니치렌은 기독교의 예수나 불교의 부처처럼 체제 비판적이고 혁신적인 ‘개인’으로 이들 성인을 이해한 것이다. 이는 당연히 니체의 ‘초인(超人)’ 사상과도 맞닿아 있는 것이다.
1902년 2월 ＜나라조(奈良朝)의 미술＞이란 논문으로 조규는 박사 학위를 취득한다. 이후에도 새로운 문체를 구상하거나 역사적으로 낮게 평가받고 있는 다이라노 기요모리(平清盛)를 개인주의 입장에서 옹호하는 파격적인 글쓰기를 계속한다. 그러던 중 폐결핵 병세가 더욱 악화되어 요양 중이던 가나가와 현(神奈川県) 히라즈카(平塚)의 한 병원에서 12월 24일 사망한다. 묘비에 ‘우리는 현대를 초월해야만 한다(吾人は須らく現代を超越せざるべからず)’라고 적었다.